# Ербек
Ербек (нід. Eerbeek) — місто в нідерландській провінції Гелдерланд. Входить до муніципалітету Брюммен.
Перша згадка про населений пункт датується 1046 роком. у 18-му сторіччі став важливим центром паперової промисловості.

## Галерея

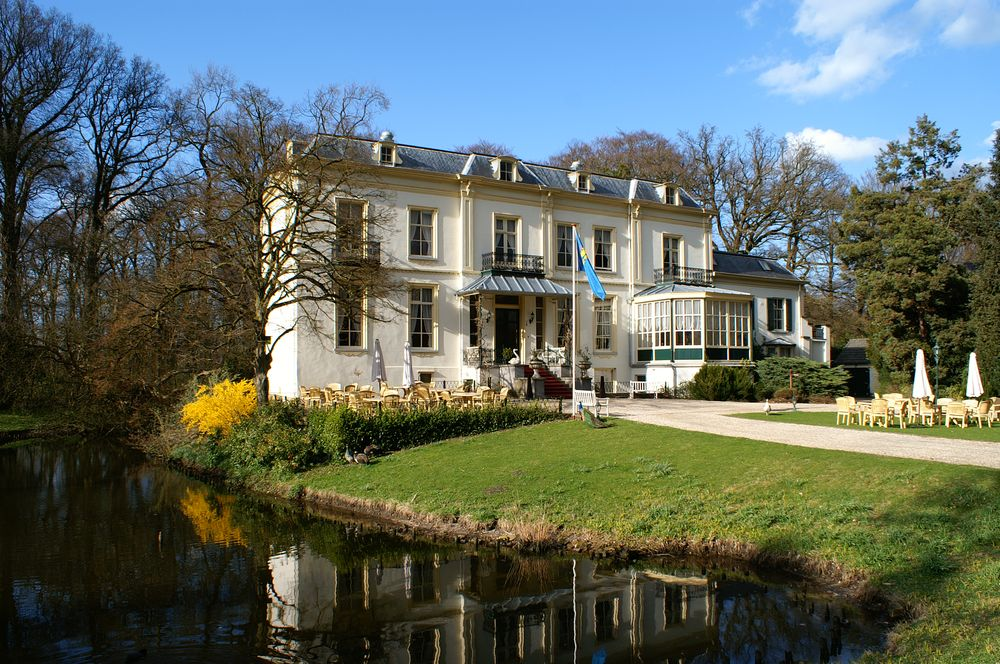
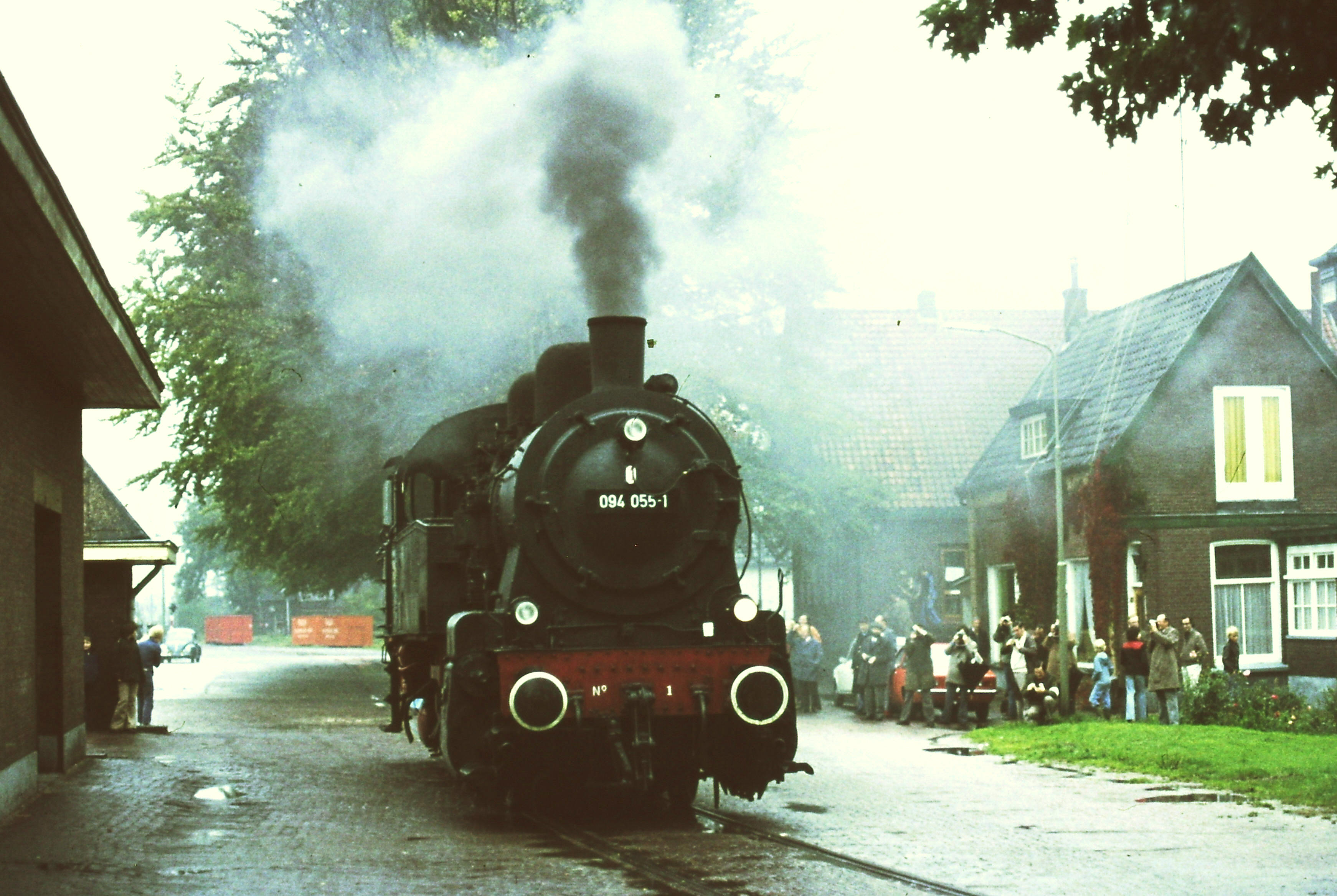
Прибуття потягу на міський вокзал (1975)
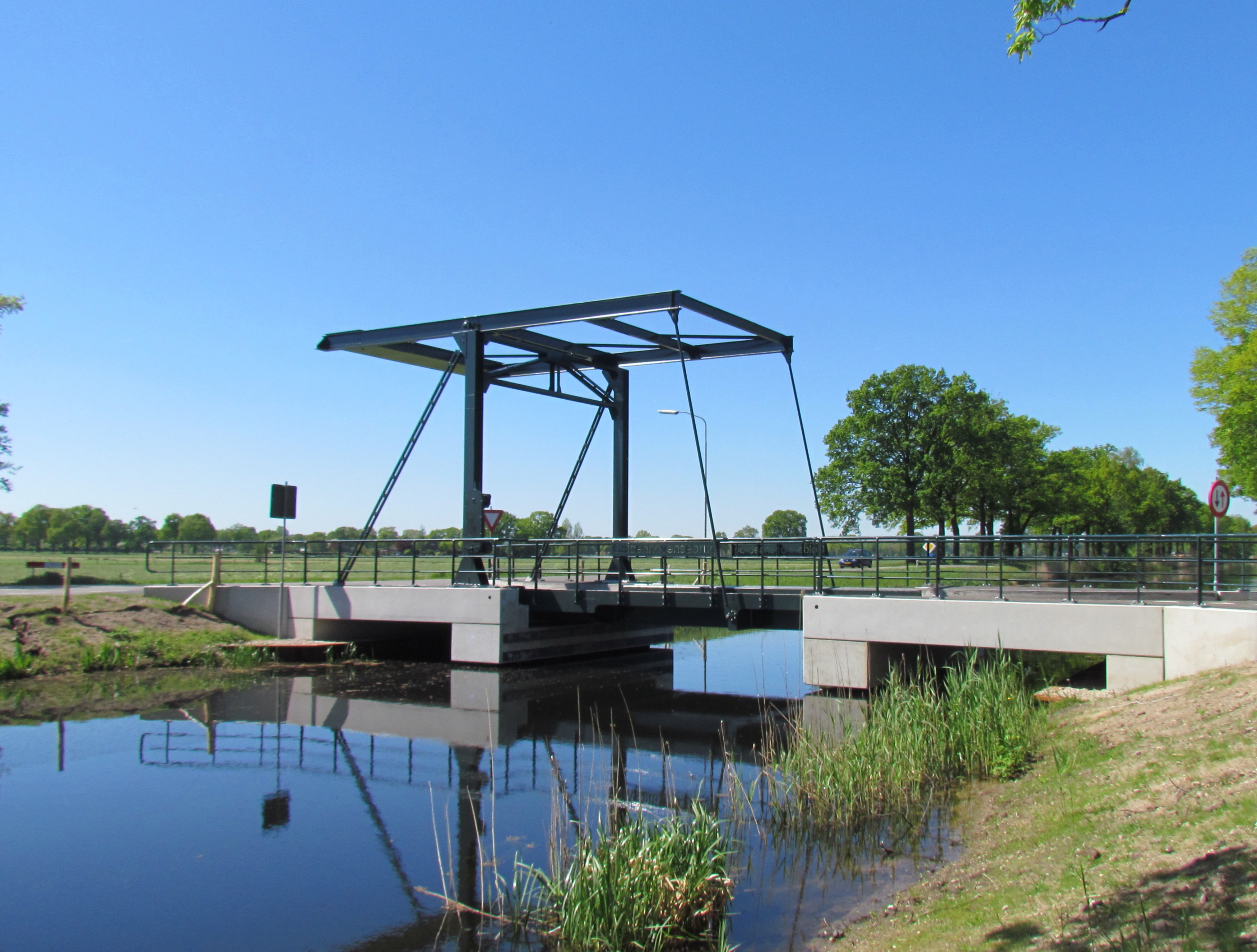
Розвідний міст
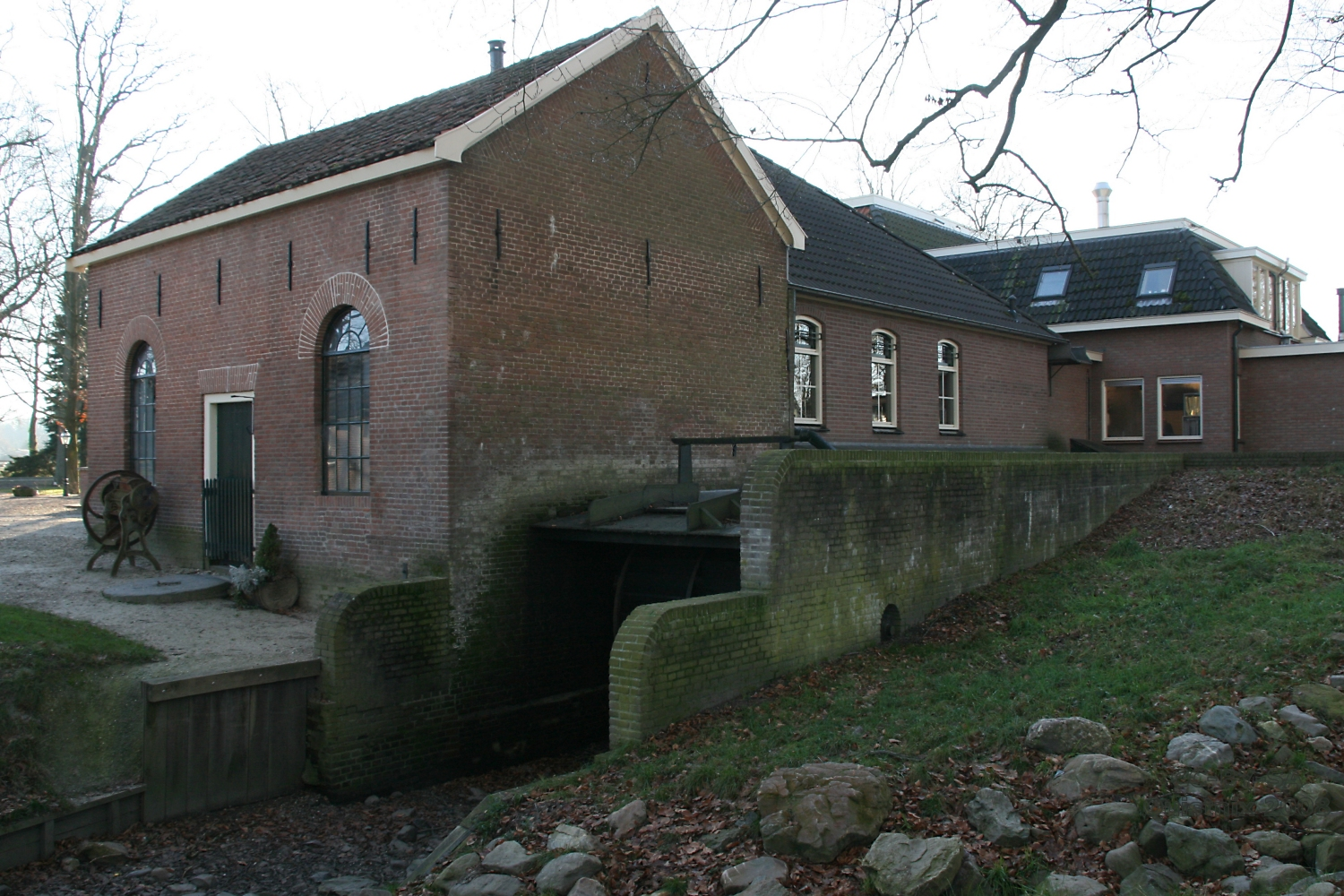
Водяний млин